# Kleofas (Ilie)

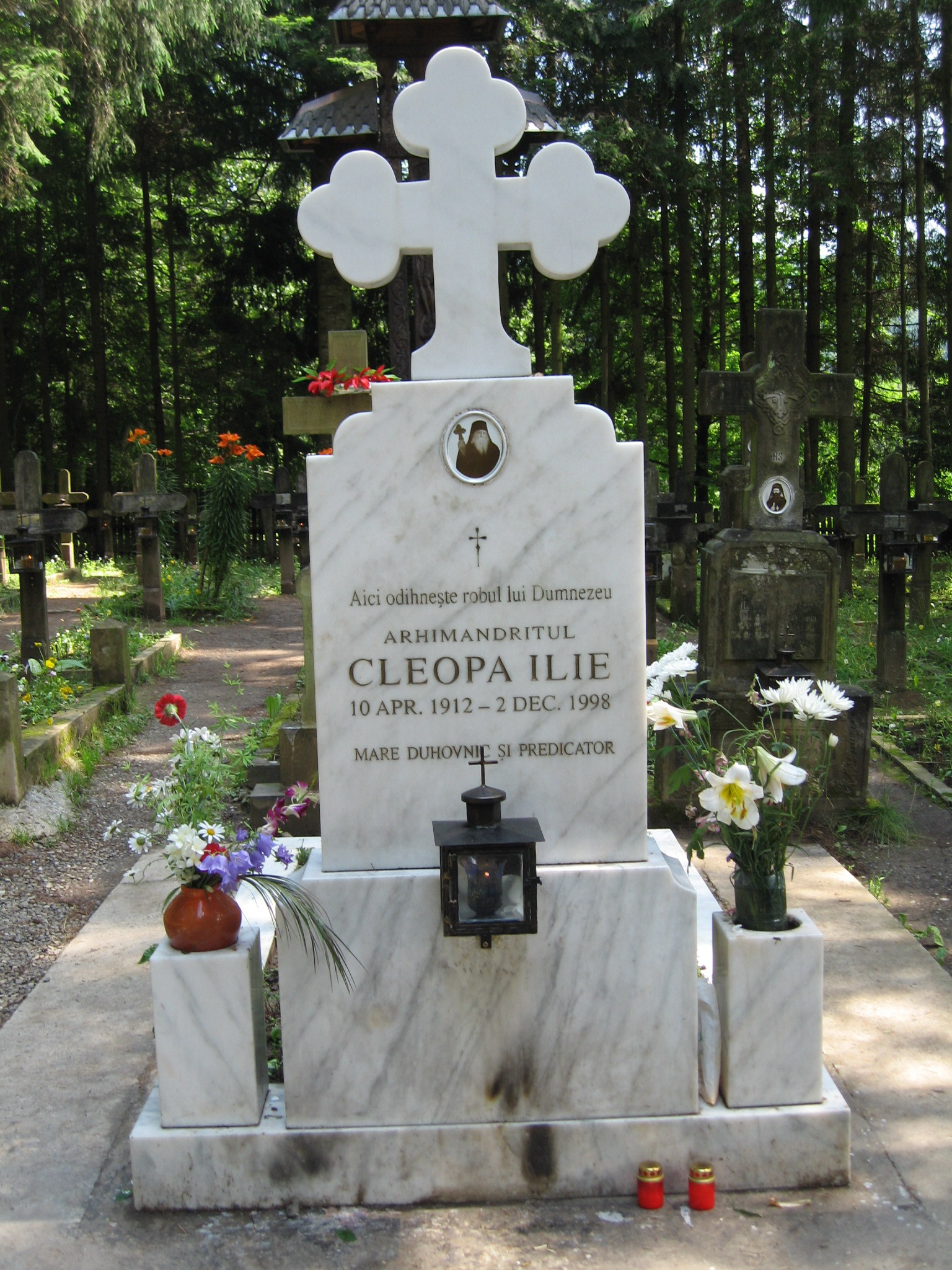
Nagrobek Kleofasa na cmentarzu monasterskim

Kleofas, imię świeckie Constantin Ilie (ur. 10 kwietnia 1912 w Sulicy, zm. 2 grudnia 1998 w monasterze Sihăstria) – rumuński mnich prawosławny, uważany przez wiernych za świętego starca.

## Życiorys
Był piątym z dziesięciorga dzieci w chłopskiej rodzinie Alexandru i Any Ilie. Ukończył siedmioletnią szkołę podstawową. Następnie przez trzy lata razem ze swoim bratem Vasile był uczniem duchowym schimnicha Paisjusza (Olaru), który samotnie żył w skicie Cozancea. W grudniu 1929 obaj bracia wstąpili do skitu Sihăstria. W latach 1935–1936 Constantin Ilie odbył zasadniczą służbę wojskową, po czym powrócił do klasztoru i 2 sierpnia 1937 został postrzyżony na mnicha, przyjmując imię zakonne Kleofas. 27 grudnia 1944 przyjął święcenia diakońskie, zaś 23 stycznia 1945 biskup Galakcjon (Cordun) wyświęcił go na kapłana. W tym samym roku został przełożonym skitu Sihăstria, który w 1947 otrzymał rangę monasteru; to oznaczało, że jego przełożony otrzymał godność archimandryty.
W 1948, poszukiwany przez policję polityczną komunistycznej Rumunii, archimandryta Kleofas opuścił klasztor i ukrył się w lasach otaczających monaster. Tam przez pewien czas prowadził życie pustelnicze. W 1949 patriarcha Justynian mianował go przełożonym monasteru Slatina i skierował tam również ok. 30 mnichów z monasteru Sihăstria. Po trzech latach archimandryta Kleofas ponownie opuścił monaster i razem z hieromnichem Arseniuszem ukrywał się w górach Stanisoara. W 1956, niezagrożony już aresztowaniem, mógł wrócić do klasztoru. Następnie powrócił do klasztoru Sihăstria. Wiosną następnego roku ponownie podjął życie pustelnicze w górach Neamt; pozostał tam przez pięć lat. W 1964 osiadł ponownie w monasterze. Pełnił w nim obowiązki spowiednika, przyjmował również świeckich. Cieszył się znacznym szacunkiem wśród hierarchów Kościoła i wiernych, którzy poszukiwali u niego rad duchowych i prosili go o modlitwę.
Kleofas zmarł w 1998 w monasterze Sihăstria i tam też został pochowany.